# Österreichische Kunsttopographie
Die Österreichische Kunsttopographie (ÖKT) ist eine in den Jahren 1907 bis 2013 erschienene Buchreihe des österreichischen Bundesdenkmalamts, die das Inventar der Kunstdenkmäler in Österreich darstellt. Seit 2018 wird sie als Österreichische Denkmaltopographie fortgesetzt.

## Geschichte
Auf der Grundlage einer „Allerhöchsten Entschließung“, die am 1. Jänner 1850 von Kaiser Franz Joseph I. unterzeichnet wurde, wurde die „k.k. Central-Commission zur Erforschung und Erhaltung der Baudenkmale“ gegründet, die 1853 ihre Arbeit aufnahm.
1906 begannen unter Max Dvořák die Vorarbeiten für die Buchreihe der Österreichischen Kunsttopographie, deren erster Band (Die Denkmale des politischen Bezirkes Krems) im Jahr 1907 erschien.
Thronfolger Franz Ferdinand von Österreich-Este übernahm 1910 das Protektorat über die unterdessen in „k.k. Zentralkommission für Denkmalpflege“ umbenannte Institution. Sein Berater Carl von Bardolff kritisierte die Abfassung der Kunsttopographie als zu langsam (1913 waren laut seinen Angaben sieben von geschätzten 370 Bänden fertig), zu teuer in der Herstellung (bei rund 25.000 Kronen pro Band waren Gesamtkosten von rund neun Millionen Kronen zu erwarten gewesen) und zu unhandlich für den praktischen Einsatz der einzelnen Bände.
Bardolffs Argumentation war allerdings nicht korrekt. Bis 1913 waren bereits zehn Bände erschienen und auch eine flächendeckende Erfassung der cisleithanischen Reichshälfte war nicht geplant. Vorgesehen war eine schwerpunktmäßige Aufarbeitung von Regionen, welche aus der Sicht der Denkmalpflege besonders interessant waren.
Da Franz Ferdinand besonders am damaligen Kronland Salzburg interessiert war, wurde auf seinen Wunsch hin zwischen 1911 und 1914 das Herzogtum Salzburg in sieben Bänden kunsttopographisch beschrieben. 1940 erschien der bis jetzt letzte Salzburg betreffende Band.
Wie im Vorwort einzelner Bände immer wieder dankend erwähnt wird, wurden manche Bände von Städten, Klöstern oder Gönnern subventioniert, um vor allem eine reichere Illustrierung zu ermöglichen. So bedankt sich etwa Max Dvořák im Vorwort zu Band XIV (Baugeschichte der k.k. Hofburg in Wien bis zum XIX. Jahrhunderte) für eine munifizente Subventionierung durch Kaiser Franz Joseph I. Auch in der Gegenwart wird das Bundesdenkmalamt immer wieder von den jeweiligen Bundesländern und/oder Städten unterstützt.
Eine gleichartige Buchreihe war sowohl für die böhmischen Länder als auch Galizien vorgesehen; sie wurde für Südtirol in den Jahren 1923–30 durch Josef Weingartner realisiert.
Die beiden während der NS-Herrschaft in Österreich aufgelegten Bände 28 und 29 erschienen unter dem Titel Ostmärkische Kunsttopographie.
Mit dem 1039 Seiten und 1185 Abbildungen umfassenden Band Die Kunstdenkmäler der Stadt Graz. Die Profanbauten des II., III. und VI. Bezirkes erschien im Jahr 2013 der 60. und letzte Band der Österreichischen Kunsttopographie. Damit ist die kunsttopographische Inventarisierung der Profanbauten des historischen Kerns der Stadt Graz abgeschlossen.
Seit 2018 wird die bisherige Österreichische Kunsttopographie gemeinsam mit den Materialheften zu den Fundberichten aus Österreich unter dem Namen Österreichische Denkmaltopographie fortgesetzt und erscheint im Verlag Ferdinand Berger & Söhne.

## Bedeutung
Die Österreichische Kunsttopographie stellt ein auf wissenschaftlicher Basis erarbeitetes Inventar der Kunstdenkmäler in Österreich dar. Sie ist dadurch eine Grundlage für Aktivitäten auf den Gebieten Denkmalpflege, Stadtplanung und Altstadterhaltung, ist aber auch für die Kunstgeschichte von Bedeutung.

## Bände
Aufstellung der 1907–2013 erschienenen Bände der Österreichischen Kunsttopographie:
| Herausgeber | Verfasser                                                                             | Band               | Titel | Verlag                                                                   | Erscheinungsjahr |
| --- | ------------------------------------------------------------------------------------- | ------------------ | --- | ------------------------------------------------------------------------ | ---------------- |
| Herausgegeben von der k.k. Zentral-Kommission für kunst- und historische Denkmale unter der Leitung von Josef Alex. Freiherrn von Helfert, redigiert von Max Dvořák         | Hans Tietze. Mit Beiträgen von Moritz Hoernes und Max Nistler                         | I                  | Die Denkmale des politischen Bezirkes Krems in Niederösterreich | in Kommission bei Anton Schroll & Co., Kunstverlag Wien I, Hegelgasse 17 | 1907             |
| Herausgegeben von der k.k. Zentral-Kommission für kunst- und historische Denkmale unter der Leitung von Josef Alex. Freiherrn von Helfert, redigiert von Max Dvořák         | Hans Tietze                                                                           | Beiheft zum Band I | Die Sammlung des Schlosses Grafenegg | in Kommission bei Anton Schroll & Co, Kunstverlag Wien I, Hegelgasse 17  | 1908             |
| Herausgegeben von der k.k. Zentral-Kommission für kunst- und historische Denkmale unter der Leitung von Josef Alex. Freiherrn von Helfert, redigiert von Max Dvořák         |                                                                                       | II                 | Die Denkmale der Stadt Wien (XI.-XXI. Bezirk) | in Kommission bei Anton Schroll & Co, Kunstverlag Wien I, Hegelgasse 17  | 1908             |
| Herausgegeben von der k.k. Zentral-Kommission für kunst- und historische Denkmale unter der Leitung von Josef Alex. Freiherrn von Helfert, redigiert von Max Dvořák         |                                                                                       | III                | Die Denkmale des politischen Bezirkes Melk in Niederösterreich | in Kommission bei Anton Schroll & Co, Kunstverlag Wien I, Hegelgasse 17  | 1909             |
| Herausgegeben von der k.k. Zentral-Kommission für kunst- und historische Denkmale unter der Leitung von Josef Alex. Freiherrn von Helfert, redigiert von Max Dvořák         |                                                                                       | IV                 | Die Denkmale des politischen Bezirkes Pöggstall in Niederösterreich | in Kommission bei Anton Schroll & Co, Kunstverlag Wien I, Hegelgasse 17  | 1910             |
| Herausgegeben von der k.k. Zentral-Kommission für kunst- und historische Denkmale, redigiert von Max Dvořák                                                                 |                                                                                       | V                  | Die Denkmale des politischen Bezirkes Horn in Niederösterreich | in Kommission bei Anton Schroll & Co, Kunstverlag Wien I, Hegelgasse 17  | 1911             |
| Herausgegeben vom kunsthistorischen Institute der k.k. Zentral-Kommission für Denkmalpflege, redigiert von Max Dvořák                                                       |                                                                                       | VI                 | Die Denkmale des politischen Bezirkes Waidhofen a. d. Thaya in Niederösterreich | in Kommission bei Anton Schroll & Co, Kunstverlag Wien I, Hegelgasse 17  | 1911             |
| Herausgegeben vom kunsthistorischen Institute der k.k. Zentral-Kommission für Denkmalpflege, redigiert von Max Dvořák                                                       |                                                                                       | VII                | Die Denkmale des adeligen Benediktiner-Frauen-Stiftes Nonnberg in Salzburg | in Kommission bei Anton Schroll & Co, Kunstverlag Wien I, Hegelgasse 17  | 1911             |
| Herausgegeben vom kunsthistorischen Institute der k.k. Zentral-Kommission für Denkmalpflege, redigiert von Max Dvořák                                                       |                                                                                       | VIII               | Die Denkmale des politischen Bezirkes Zwettl in Niederösterreich (ohne Stift Zwettl), I. Teil: Gerichtsbezirk Allentsteig                                                                                        | in Kommission bei Anton Schroll & Co, Kunstverlag Wien I, Hegelgasse 17  | 1911             |
| Herausgegeben vom kunsthistorischen Institute der k.k. Zentral-Kommission für Denkmalpflege, redigiert von Max Dvořák                                                       |                                                                                       | VIII               | Die Denkmale des politischen Bezirkes Zwettl in Niederösterreich (ohne Stift Zwettl), II. Teil: Die Gerichtsbezirke Groß-Gerungs und Zwettl                                                                      | in Kommission bei Anton Schroll & Co, Kunstverlag Wien I, Hegelgasse 17  | 1911             |
| Herausgegeben vom kunsthistorischen Institute der k.k. Zentral-Kommission für Denkmalpflege, redigiert von Max Dvořák                                                       |                                                                                       | IX                 | Die kirchlichen Denkmale der Stadt Salzburg (Mit Ausnahme von Nonnberg und St. Peter) | in Kommission bei Anton Schroll & Co, Kunstverlag Wien I, Hegelgasse 17  | 1912             |
| Herausgegeben vom kunsthistorischen Institute der k.k. Zentral-Kommission für Denkmalpflege, redigiert von Max Dvořák                                                       |                                                                                       | X                  | Die Denkmale des politischen Bezirkes Salzburg, I. Teil: Die Gerichtsbezirke St. Gilgen, Neumarkt, Thalgau | in Kommission bei Anton Schroll & Co, Kunstverlag Wien I, Hegelgasse 17  | 1913             |
| Herausgegeben vom kunsthistorischen Institute der k.k. Zentral-Kommission für Denkmalpflege, redigiert von Max Dvořák                                                       |                                                                                       | X                  | Die Denkmale des politischen Bezirkes Salzburg, II. Teil: Die Gerichtsbezirke Mattsee und Oberndorf | in Kommission bei Anton Schroll & Co, Kunstverlag Wien I, Hegelgasse 17  | 1913             |
| Herausgegeben vom kunsthistorischen Institute der k.k. Zentral-Kommission für Denkmalpflege, redigiert von Max Dvořák                                                       |                                                                                       | XI                 | Die Denkmale des politischen Bezirkes Salzburg, III. Teil: Gerichtsbezirk Salzburg | in Kommission bei Anton Schroll & Co, Gesellschaft m. b. H., Wien        | 1916             |
| Herausgegeben vom kunsthistorischen Institute der k.k. Zentral-Kommission für Denkmalpflege, redigiert von Max Dvořák                                                       |                                                                                       | XII                | Die Denkmale des Benediktinerstiftes St. Peter in Salzburg | in Kommission bei Anton Schroll & Co, Kunstverlag Wien I, Hegelgasse 17  | 1913             |
| Herausgegeben vom kunsthistorischen Institute der k.k. Zentral-Kommission für Denkmalpflege, redigiert von Max Dvořák                                                       |                                                                                       | XIII               | Die profanen Denkmale der Stadt Salzburg | in Kommission bei Anton Schroll & Co, Kunstverlag, Wien I, Hegelgasse 17 | 1914             |
| Herausgegeben vom kunsthistorischen Institute der k.k. Zentral-Kommission für Denkmalpflege, redigiert von Max Dvořák                                                       |                                                                                       | XIV                | Baugeschichte der k.k. Hofburg in Wien bis zum XIX. Jahrhunderte | in Kommission bei Anton Schroll & Co, Kunstverlag Wien I, Hegelgasse 17  | 1914             |
| Herausgegeben vom kunsthistorischen Institute der k.k. Zentral-Kommission für Denkmalpflege, redigiert von Max Dvořák                                                       |                                                                                       | XV                 | Kunsthistorischer Atlas der k.k. Reichshaupt- und Residenzstadt Wien und Verzeichnis der erhaltenswerten historischen Kunst- und Naturdenkmale des Wiener Stadtbildes                                            | Kunstverlag Anton Schroll & Co, Gesellschaft m. b. H.                    | 1916             |
| Herausgegeben vom kunsthistorischen Institute des deutschösterreichischen Staatsdenkmalamtes, redigiert von Max Dvořák                                                      |                                                                                       | XVI                | Die Kunstsammlungen der Stadt Salzburg | Kunstverlag Anton Schroll & Co, Gesellschaft m. b. H.                    | 1919             |
| Herausgegeben vom kunsthistorischen Institute der k.k. Zentral-Kommission für Denkmalpflege, redigiert von Max Dvořák                                                       | Georg Kyrle. Unter Mitwirkung von Olivier Klose und mit einem Beitrag von Martin Hell | XVII               | Urgeschichte des Kronlandes Salzburg | Kunstverlag Anton Schroll & Co, Gesellschaft m. b. H.                    | 1918             |
| Herausgegeben vom kunsthistorischen Institute des Bundesdenkmalamtes, redigiert von Dagobert Frey                                                                           |                                                                                       | XVIII              | Die Denkmale des politischen Bezirkes Baden in Niederösterreich | Österreichische Verlagsgesellschaft Eduard Hölzel & Co                   | 1924             |
| Herausgegeben vom kunsthistorischen Institute des Bundesdenkmalamtes, redigiert von Dagobert Frey                                                                           |                                                                                       | XIX                | Die Denkmale des Stiftes Heiligenkreuz | Krystall-Verlag Gesellschaft m. b. H. Wien                               | 1926             |
| Herausgegeben vom kunsthistorischen Institute des Bundesdenkmalamtes, redigiert von Dagobert Frey                                                                           |                                                                                       | XX                 | Die Denkmale des politischen Bezirkes Hallein | Dr. Benno Filser Verlag g. m. b. H. Wien – Augsburg – Köln               | 1927             |
| Herausgegeben vom kunsthistorischen Institute des Bundesdenkmalamtes, redigiert von Dagobert Frey                                                                           |                                                                                       | XXI                | Die Denkmale des politischen Bezirkes Schärding in Oberösterreich | Dr. Benno Filser Verlag g. m. b. H., Wien                                | 1927             |
| Herausgegeben vom kunsthistorischen Institute des Bundesdenkmalamtes, redigiert von Dagobert Frey                                                                           |                                                                                       | XXII               | Die Denkmale des politischen Bezirkes Tamsweg in Salzburg | Dr. Benno Filser Verlag g. m. b. H., Wien                                | 1929             |
| Herausgegeben vom kunsthistorischen Institute des Bundesdenkmalamtes, redigiert von Dagobert Frey                                                                           |                                                                                       | XXIII              | Geschichte und Beschreibung des St. Stephansdomes in Wien | Dr. Benno Filser Verlag g. m. b. H, Wien                                 | 1931             |
| Herausgegeben vom kunsthistorischen Institute des Bundesdenkmalamtes, redigiert von Karl Ginhart                                                                            |                                                                                       | XXIV               | Die Denkmale des politischen Bezirkes Eisenstadt und der freien Städte Eisenstadt und Rust | Dr. Benno Filser Verlag g. m. b. H. Wien                                 | 1932             |
| Herausgegeben vom kunsthistorischen Institute des Bundesdenkmalamtes, redigiert von Karl Ginhart                                                                            |                                                                                       | XXV                | Die Denkmale des politischen Bezirkes Zell am See | Rudolf M. Rohrer Verlag, Baden bei Wien                                  | 1933             |
| Herausgegeben vom kunsthistorischen Institute der Zentralstelle für Denkmalschutz im Bundesministerium für Unterricht, redigiert von Karl Ginhart                           |                                                                                       | XXVI               | Volkskunde des Burgenlandes – Hauskultur und Volkskunst | Rudolf M. Rohrer Verlag, Baden bei Wien                                  | 1935             |
| Herausgegeben vom kunsthistorischen Institute der Zentralstelle für Denkmalschutz im Bundesministerium für Unterricht, redigiert von Karl Ginhart                           |                                                                                       | XXVII              | Die vorgeschichtlichen Funde Vorarlbergs | Rudolf M. Rohrer Verlag, Baden bei Wien                                  | 1937             |
| Herausgegeben vom kunsthistorischen Institut der Zentralstelle für Denkmalschutz im Ministerium für Innere und kulturelle Angelegenheiten, Abteilung IV, durch Karl Ginhart |                                                                                       | XXVIII             | Die Kunstdenkmäler des Landkreises Bischofshofen | Rudolf M. Rohrer Verlag, Baden bei Wien                                  | 1940             |
| Herausgegeben vom kunsthistorischen Institut der Zentralstelle für Denkmalschutz im Ministerium für innere und kulturelle Angelegenheiten, Abteilung IV, durch Karl Ginhart | Paul Buberl                                                                           | XXIX               | Die Kunstdenkmäler des Zisterzienserklosters Zwettl | Rudolf M. Rohrer Verlag, Baden bei Wien                                  | 1940             |
| Herausgegeben vom Institut für österreichische Kunstforschung des Bundesdenkmalamtes, redigiert von Dagobert Frey                                                           |                                                                                       | XXX                | Die Kunstdenkmäler des politischen Bezirkes Braunau | Rudolf M. Rohrer Verlag, Baden bei Wien                                  | 1947             |
| Herausgegeben vom Institut für Österreichische Kunstforschung des Bundesdenkmalamtes, redigiert von Dagobert Frey                                                           |                                                                                       | XXXI               | Die Kunstdenkmäler des Benediktinerstiftes St. Lambrecht | Verlag von Anton Schroll & Co in Wien                                    | 1951             |
| Herausgegeben vom Institut für Österreichische Kunstforschung des Bundesdenkmalamtes, redigiert von Walter Frodl                                                            |                                                                                       | XXXII              | Die Kunstdenkmäler des politischen Bezirkes Feldkirch | Verlag von Anton Schroll & Co in Wien                                    | 1958             |
| Herausgegeben vom Institut für Österreichische Kunstforschung des Bundesdenkmalamtes, redigiert von Walter Frodl                                                            |                                                                                       | XXXIIIa            | Archivalische Vorarbeiten zur Österreichischen Kunsttopographie. Die Gerichtsbezirke Murau und Oberwölz | Verlag von Anton Schroll & Co in Wien                                    | 1959             |
| Herausgegeben vom Institut für Österreichische Kunstforschung des Bundesdenkmalamtes, redigiert von Walter Frodl                                                            |                                                                                       | XXXIV              | Die Kunstdenkmäler des politischen Bezirkes Wels II. Teil | Verlag von Anton Schroll & Co in Wien                                    | 1959             |
| Herausgegeben vom Institut für Österreichische Kunstforschung des Bundesdenkmalamtes, redigiert von Walter Frodl                                                            |                                                                                       | XXXV               | Die Kunstdenkmäler des Gerichtsbezirkes Murau | Verlag von Anton Schroll & Co in Wien                                    | 1964             |
| Herausgegeben vom Institut für Österreichische Kunstforschung des Bundesdenkmalamtes, redigiert von Walter Frodl                                                            |                                                                                       | XXXVI              | Die kirchlichen Kunstdenkmäler der Stadt Linz | Verlag von Anton Schroll & Co in Wien                                    | 1964             |
| Herausgegeben vom Institut für österreichische Kunstforschung des Bundesdenkmalamtes, redigiert von Walter Frodl                                                            |                                                                                       | XXXVII             | Die Kunstdenkmäler des Benediktinerstiftes St. Paul im Lavanttal und seiner Filialkirchen | Verlag Anton Schroll & Co Wien                                           | 1969             |
| Herausgegeben vom Institut für österreichische Kunstforschung des Bundesdenkmalamtes, redigiert von Walter Frodl                                                            |                                                                                       | XXXVIII            | Die Kunstdenkmäler der Stadt Innsbruck – I. Teil | Verlag Anton Schroll & Co Wien                                           | 1972             |
| Herausgegeben vom Institut für österreichische Kunstforschung des Bundesdenkmalamtes unter der Leitung von Eva Frodl-Kraft                                                  |                                                                                       | XXXIX              | Die Kunstdenkmäler des Gerichtsbezirkes Oberwölz | Verlag Anton Schroll & Co Wien                                           | 1973             |
| Herausgegeben vom Institut für österreichische Kunstforschung des Bundesdenkmalamtes unter der Leitung von Eva Frodl-Kraft                                                  |                                                                                       | XL                 | Die Kunstdenkmäler des politischen Bezirkes Oberwart | Verlag Anton Schroll & Co Wien                                           | 1974             |
| Herausgegeben vom Institut für österreichische Kunstforschung des Bundesdenkmalamtes unter der Leitung von Eva Frodl-Kraft                                                  |                                                                                       | XLI                | Die Kunstdenkmäler Wiens – Die Kirchen des III. Bezirks | Verlag Anton Schroll & Co Wien                                           | 1974             |
| Herausgegeben vom Institut für österreichische Kunstforschung des Bundesdenkmalamtes unter der Leitung von Eva Frodl-Kraft, verantwortlicher Redakteur Inge Höfer           |                                                                                       | XLII               | Die profanen Bau- und Kunstdenkmäler der Stadt Linz – I. Teil | Verlag Anton Schroll & Co Wien                                           | 1977             |
| Herausgegeben vom Institut für österreichische Kunstforschung des Bundesdenkmalamtes unter der Leitung von Eva Frodl-Kraft, verantwortlicher Redakteur Inge Höfer           |                                                                                       | XLIII              | Die Kunstdenkmäler des Benediktinerstiftes Kremsmünster I. Teil: Das Stift – Der Bau und seine Einrichtungen (Mit Ausnahme der Sammlungen)                                                                       | Verlag Anton Schroll & Co Wien                                           | 1977             |
| Herausgegeben vom Institut für österreichische Kunstforschung des Bundesdenkmalamtes unter der Leitung von Eva Frodl-Kraft, verantwortlicher Redakteur Inge Höfer           |                                                                                       | XLIII              | Die Kunstdenkmäler des Benediktinerstiftes Kremsmünster II. Teil: Die stiftlichen Sammlungen und die Bibliothek                                                                                                  | Verlag Anton Schroll & Co Wien                                           | 1977             |
| Herausgegeben vom Institut für österreichische Kunstforschung des Bundesdenkmalamtes                                                                                        |                                                                                       | XLIV               | Die Kunstdenkmäler Wiens – Die Profanbauten des III., IV. und V. Bezirkes | Verlag Anton Schroll & Co Wien                                           | 1980             |
| Herausgegeben vom Institut für österreichische Kunstforschung des Bundesdenkmalamtes                                                                                        |                                                                                       | XLV                | Die profanen Kunstdenkmäler der Stadt Innsbruck außerhalb der Altstadt – Anhang: Die Ur- und Frühgeschichte Innsbrucks                                                                                           | Verlag Anton Schroll & Co Wien                                           | 1981             |
| Herausgegeben vom Bundesdenkmalamt, Abteilung für Denkmalforschung, früher Institut für österreichische Kunstforschung                                                      |                                                                                       | XLVI               | Die Kunstdenkmäler der Stadt Graz – Die Profanbauten des IV. und V. Bezirkes (Lend und Gries) | Verlag Anton Schroll & Co Wien                                           | 1984             |
| Herausgegeben vom Bundesdenkmalamt, Abteilung für Denkmalforschung, früher: Institut für österreichische Denkmalforschung                                                   |                                                                                       | XLVII              | Die Kunstdenkmäler der Stadt Innsbruck – Die Hofbauten | Verlag Anton Schroll & Co Wien                                           | 1986             |
| Herausgegeben vom Bundesdenkmalamt |                                                                                       | XLVIII             | Die Kunstsammlungen des Augustiner-Chorherrenstiftes St. Florian | Verlag Anton Schroll & Co Wien                                           | 1988             |
| Herausgegeben vom Bundesdenkmalamt |                                                                                       | XLIX               | Die Kunstdenkmäler des politischen Bezirks Mattersburg | Verlag Anton Schroll & Co Wien                                           | 1993             |
| Herausgegeben vom Bundesdenkmalamt |                                                                                       | L                  | Die profanen Bau- und Kunstdenkmäler der Stadt Linz | Verlag Anton Schroll & Co Wien                                           | 1986             |
| Herausgegeben vom Bundesdenkmalamt |                                                                                       | LI                 | Die profanen Bau- und Kunstdenkmäler der Stadt Friesach | Verlag Anton Schroll & Co Wien                                           | 1991             |
| Herausgegeben vom Bundesdenkmalamt |                                                                                       | LII                | Die sakralen Kunstdenkmäler der Stadt Innsbruck – Teil 1 | Verlag Anton Schroll & Co Wien                                           | 1995             |
| Herausgegeben vom Bundesdenkmalamt |                                                                                       | LII                | Die sakralen Kunstdenkmäler der Stadt Innsbruck – Teil II | Verlag Anton Schroll & Co Wien                                           | 1995             |
| Herausgegeben vom Bundesdenkmalamt, Abteilung Inventarisierung und Denkmalforschung, Redaktionelle Leitung: Eckart Vancsa                                                   |                                                                                       | LIII               | Die Kunstdenkmäler der Stadt Graz – Die Profanbauten des I. Bezirkes (Altstadt) | Verlag Anton Schroll & Co Wien                                           | 1997             |
| Herausgegeben vom Bundesdenkmalamt, Abteilung Inventarisierung und Denkmalforschung, Redaktionelle Leitung: Eckart Vancsa                                                   |                                                                                       | LIV                | Die Kunstdenkmäler der Stadt St. Pölten | Verlag Berger Horn                                                       | 1999             |
| Herausgegeben vom Bundesdenkmalamt, Abteilung für Inventarisierung und Denkmalforschung, Wissenschaftliche Leitung: Eckart Vancsa                                           |                                                                                       | LV                 | Die profanen Bau- und Kunstdenkmäler der Stadt Linz – III. Teil | Verlag Berger Horn                                                       | 1999             |
| Herausgegeben vom Bundesdenkmalamt, Abteilung für Inventarisierung und Denkmalforschung, Eckart Vancsa, Leiter i. R., Andreas Lehne                                         |                                                                                       | LVI                | Die Kunstdenkmäler des politischen Bezirkes Oberpullendorf | Verlag Berger Horn                                                       | 2005             |
| Herausgegeben vom Bundesdenkmalamt, Abteilung für Inventarisierung und Denkmalforschung, redaktionelle Leitung: Eckart Vancsa und Andreas Lehne (ab 2003)                   |                                                                                       | LVII               | Die Kunstdenkmäler des politischen Bezirkes Lienz Teil I: Bezirkshauptstadt Lienz und Lienzer Talboden Teil II: Pustertal, Villgratental, Tiroler Gailtal Teil III: Iseltal, Defereggental, Kalsertal, Virgental | Verlag Berger Horn                                                       | 2007             |
| Herausgegeben vom Bundesdenkmalamt, Abteilung für Inventarisation und Denkmalforschung                                                                                      |                                                                                       | LVIII              | Die Kunstdenkmäler des Gerichtsbezirkes Wels | Verlag Berger Horn                                                       | 2009             |
| Herausgegeben vom Bundesdenkmalamt, Abteilung für Inventarisation und Denkmalforschung                                                                                      |                                                                                       | LIX                | Österreichische Kunsttopographie – Politischer Bezirk Neusiedl am See | Verlag Berger Horn                                                       | 2012             |
| Herausgegeben vom Bundesdenkmalamt, Abteilung für Inventarisation und Denkmalforschung                                                                                      |                                                                                       | LX                 | Österreichische Kunsttopographie – Die Kunstdenkmäler der Stadt Graz. Die Profanbauten des II., III. und VI. Bezirkes                                                                                            | Verlag Berger Horn                                                       | 2013             |